# Anra (distrito)
Anra é um distrito peruano localizado na Província de Huari, departamento Ancash. Sua capital é a cidade de Anra.

## Transporte
O distrito de Anra é servido pela seguinte rodovia:
- PE-14A, que liga o distrito de Huaraz à cidade de Rupa-Rupa (Região de Huánuco)
- PE-14D, que liga o distrito à cidade de Uco [2][3][4]